# Chrysocraspeda autarces
Chrysocraspeda autarces là một loài bướm đêm trong họ Geometridae.